# Grand Prix E3 2013
La 56e édition du Grand Prix E3 a eu lieu le 22 mars 2013. Il s'agit de la 6e épreuve de l'UCI World Tour 2013. Il a été remporté en solitaire par le Suisse Fabian Cancellara (RadioShack-Leopard) devant un petit groupe réglé par le Slovaque Peter Sagan (Cannondale) et l'Italien Daniel Oss (BMC Racing) qui complète le podium,,.
C'est le troisième succès de Cancellara sur le Grand Prix E3 après les éditions 2010 et 2011. Grâce à sa deuxième place sur l'épreuve, Sagan s'empare de la tête de l'UCI World Tour au détriment du Français Sylvain Chavanel (Omega Pharma-Quick Step), sixième de la course,.

## Présentation
Ce Grand Prix E3 est la première des quatre classiques flandriennes inscrites à l'UCI World Tour. La plupart des vainqueurs et autres coureurs s'illustrant sur cette course le sont également quelques jours plus tard lors du Tour des Flandres qui emprunte une partie des mêmes bergs, d’où son nom de petit Tour des Flandres. C'est le cas du Belge Tom Boonen et du Suisse Fabian Cancellara lauréats des deux courses la même année dans un passé récent.

### Parcours
Initialement prévu, le Mur de Grammont ne figure pas au parcours de ce Grand Prix E3 à la suite du retard accumulé lors des travaux. Pour le remplacer, l'organisateur prévoit de faire un détour par l’ascension du Oude Steenweg (nl). Les points stratégiques de ce parcours sont le Paterberg et Vieux Quaremont situés respectivement à 39 km et 36 km de l'arrivée. S'ensuivront les deux derniers monts que sont la Côte de Trieu et le Tiegemberg avant une arrivée à Harelbeke,,,.
Quinze monts sont répertoriés pour cette course :
| Num | Nom                | km  | Revêtement | Longueur (m) | Pente moyenne | Pente maxi | km de l'arrivée |
| --- | ------------------ | --- | ---------- | ------------ | ------------- | ---------- | --------------- |
| 1   | Leberg             | 55  | asphalte   | 700          | 6,1 %         | 14 %       | 156             |
| 2   | Oude Steenweg (nl) | 98  | asphalte   | 900          | 4 %           | 12 %       | 113             |
| 3   | La Houppe          | 118 | asphalte   | 3 440        | 3,32 %        | 10 %       | 93              |
| 4   | Berg Stene (nl)    | 130 | asphalte   | 1 560        | 7,3 %         | 17 %       | 81              |
| 5   | Boigneberg (nl)    | 135 | asphalte   | 2 180        | 5,8 %         | 15 %       | 76              |
| 6   | Eikenberg          | 141 | pavés      | 1 200        | 5,6 %         | 11 %       | 70              |
| 7   | Stationsberg (nl)  | 145 | pavés      | 460          | 3,2 %         | 5,7 %      | 66              |
| 8   | Taaienberg         | 149 | pavés      | 1 250        | 9,5 %         | 18 %       | 62              |
| 9   | Berg ten Houte     | 152 | asphalte   | 1 100        | 6,3 %         | 18 %       | 59              |
| 10  | Kanarieberg        | 157 | asphalte   | 1 100        | 7,7 %         | 14 %       | 54              |
| 11  | Kapelberg (nl)     | 168 | pavés      | 1 260        | 7,14 %        | 14 %       | 43              |
| 12  | Paterberg          | 172 | pavés      | 362          | 12 %          | 20 %       | 39              |
| 13  | Vieux Quaremont    | 175 | pavés      | 2 200        | 4,2 %         | 11 %       | 36              |
| 14  | Côte de Trieu      | 184 | asphalte   | 1 530        | 5,3 %         | 13,3 %     | 27              |
| 15  | Tiegemberg         | 196 | asphalte   | 1 000        | 6,6 %         | 9 %        | 15              |

Outre les différents monts, sept secteurs pavés font également partis du tracé de la course :
| Num | Nom            | km  | Longueur (m) | km de l'arrivée |
| --- | -------------- | --- | ------------ | --------------- |
| 1   | Abdijstraat    | 43  | 1 200        | 168             |
| 2   | Holleweg (nl)  | 47  | 1 500        | 164             |
| 3   | Haaghoek (nl)  | 51  | 1 700        | 160             |
| 4   | Paddestraat    | 61  | 2 300        | 150             |
| 5   | Varent (nl)    | 131 | 1 200        | 80              |
| 6   | Etikhovestraat | 143 | 250          | 68              |
| 7   | Varentstraat   | 192 | 2 000        | 19              |

### Équipes
25 équipes participent à ce Grand Prix E3 - 19 ProTeams et 6 équipes continentales professionnelles :
| ProTeams (19)- AG2R La Mondiale - Argos-Shimano - Astana - Blanco - BMC Racing Team - Cannondale Pro Cycling - Euskaltel-Euskadi - FDJ - Garmin Sharp - Katusha - Lampre-Merida - Lotto-Belisol - Movistar Team - Omega Pharma-Quick Step - Orica-GreenEDGE - RadioShack-Leopard - Saxo-Tinkoff - Sky - Vacansoleil-DCM Équipes continentales professionnelles (6)- Accent Jobs-Wanty - Crelan-Euphony - Topsport Vlaanderen-Baloise - IAM Cycling - Cofidis, Solutions Crédits - Team Europcar |
| |

### Favoris
Le Suisse Fabian Cancellara (RadioShack-Leopard), vainqueur en 2010 et 2011, et le Slovaque Peter Sagan (Cannondale) sont les deux grands favoris de la course.
Le Belge Tom Boonen (Omega Pharma-Quick Step), tenant du titre, est un peu en méforme mais sera un des outsiders comme son coéquipier le Français Sylvain Chavanel bien présent depuis le début de saison. Du côté des principales chances belges, on notera la présence de Jürgen Roelandts (Lotto-Belisol), Philippe Gilbert (BMC Racing) et Greg Van Avermaet, coéquipier de ce dernier.
Il faudra surveiller le Norvégien Edvald Boasson Hagen (Sky), ses coéquipiers les Britanniques Ian Stannard et Geraint Thomas, les Italiens Luca Paolini (Katusha), vainqueur du dernier Circuit Het Nieuwsblad}, et Filippo Pozzato (Lampre-Merida), le Néerlandais Lars Boom (Blanco), le Danois Matti Breschel (Saxo-Tinkoff), l'Espagnol Juan Antonio Flecha (Vacansoleil-DCM), l'Australien Heinrich Haussler (IAM), le Kazakh Maxim Iglinskiy (Astana) et le Français Yoann Offredo (FDJ) parmi les nombreux autres outsiders,,.

## Récit de la course
25 équipes inscrivent 8 coureurs sauf la formation française AG2R La Mondiale qui n'en compte que 7. De plus quatre coureurs sont non-partants avant le début de l'épreuve : les Français Tony Gallopin (RadioShack-Leopard) et Lloyd Mondory (AG2R La Mondiale), le Lituanien Egidijus Juodvalkis (Crelan-Euphony) et l'Allemand Björn Thurau (Europcar). 195 coureurs sont donc au départ de la course.
Après 15 km de course, l'Espagnol Eloy Teruel (Movistar) s'échappe et se fait rejoindre par cinq coureurs qui sont les Néerlandais Wouter Mol (Vacansoleil-DCM) et Stefan van Dijk (Accent Jobs-Wanty), le Belge Koen Barbé (Crelan-Euphony), le Danois Anders Lund (Saxo-Tinkoff) et le Kazakh Ruslan Tleubayev (Astana). Le groupe obtient 3 min à 100 km de l'arrivée puis 1 min à 80 km du final de ce Grand Prix E3.
Sous l'impulsion de l'équipe Omega Pharma-Quick Step, l'écart tombe à 35 s à 72 km à l'approche de l'Eikenberg. Cependant le Français Matthieu Ladagnous (FDJ) attaque à la sortie du Stationsberg (nl) mais se fait rattrapait peu avant le Taaienberg. Dans ce dernier berg, c'est le Belge Tom Boonen (Omega Pharma-Quick Step) qui accélère suivi de son compatriote Jürgen Roelandts (Lotto-Belisol), de son coéquipier tchèque Zdeněk Štybar, du Suisse Fabian Cancellara (RadioShack-Leopard) et du Norvégien Edvald Boasson Hagen (Sky). Ce groupe est rejoint par le Belge Sep Vanmarcke (Blanco) et l'Italien Daniel Oss (BMC Racing). Vanmarcke craque et laisse le groupe de 7 partir avec une avance de 30 s à 55 km de l'arrivée sur le reste du peloton.
Un quatuor mené par le les Néerlandais Lars Boom (Blanco) et Sebastian Langeveld (Orica-GreenEDGE), le Français Vincent Jérôme (Europcar) et le Belge Stijn Vandenbergh (Omega Pharma-Quick Step) rejoignent le groupe de tête. Derrière, c'est l'équipe Cannondale du Slovaque Peter Sagan, victime d'un incident mécanique un peu plus tôt, qui roule en poursuite afin de réduire l'écart. La jonction entre le groupe de tête et le peloton des autres favoris se fait à 42 km de l'arrivée. Un nouveau groupe plus imposant se forme, sous l'impulsion du vent, avec cette fois-ci Sagan en son sein.
Dans les forts pourcentages du Paterberg, Boonen roule en tête sans toutefois prendre d'avance sur le peloton des favoris qui se dirige vers le Vieux Quaremont. Une fois dans le Vieux Quaremont, Cancellara attaque à mi-chemin de celui-ci et part seul à 35 km de l'arrivée. Derrière un groupe composé de Sagan, Langeveld, Oss, du Français Sylvain Chavanel (Omega Pharma-Quick Step) et du Britannique Geraint Thomas (Sky) part en contre et se situe à 30 s de Cancellara à 30 km d'Harelbeke. L'écart augmente à 1 min, 5 km et 15 km plus tard. Le peloton est lui repoussé à 2 min alors que Sagan et Chavanel roule fort pour revenir en vain.
Cancellara remporte donc l'épreuve en solitaire et s'impose pour la troisième fois après 2010 et 2011. Sagan s'empare de la seconde place lors d'un sprint en petit comité à 1 min 4 s du vainqueur du jour juste devant Oss qui s'était extirpé dans le dernier kilomètre,,.

## Classements

### Classement final
| \| Classement général \| Classement général \| Classement général \| Classement général \| Classement général \| \| Coureur \| Coureur \| Pays \| Équipe \| Temps \| \| ------------------ \| ------------------------ \| ------------------ \| ----------------------- \| ------------------ \| \| 1er \| Fabian Cancellara \| Suisse \| RadioShack-Leopard \| 5 h 08 min 28 s \| \| 2e \| Peter Sagan \| Slovaquie \| Cannondale \| + 1 min 04 s \| \| 3e \| Daniel Oss \| Italie \| BMC Racing Team \| + 1 min 04 s \| \| 4e \| Geraint Thomas \| Royaume-Uni \| Team Sky \| + 1 min 04 s \| \| 5e \| Sebastian Langeveld \| Pays-Bas \| Orica-GreenEDGE \| + 1 min 08 s \| \| 6e \| Sylvain Chavanel \| France \| Omega Pharma-Quick Step \| + 1 min 08 s \| \| 7e \| Tom Boonen \| Belgique \| Omega Pharma-Quick Step \| + 2 min 15 s \| \| 8e \| Luca Paolini \| Italie \| Katusha \| + 2 min 15 s \| \| 9e \| Edvald Boasson Hagen \| Norvège \| Team Sky \| + 2 min 15 s \| \| 10e \| Sébastien Turgot \| France \| Team Europcar \| + 2 min 15 s \| \| 11e \| Heinrich Haussler \| Australie \| IAM Cycling \| + 2 min 15 s \| \| 12e \| Maxim Iglinskiy \| Kazakhstan \| Astana \| + 2 min 15 s \| \| 13e \| Yoann Offredo \| France \| FDJ \| + 2 min 15 s \| \| 14e \| José Joaquín Rojas \| Espagne \| Movistar Team \| + 2 min 15 s \| \| 15e \| Grega Bole \| Slovénie \| Vacansoleil-DCM \| + 2 min 15 s \| \| 16e \| Michael Schär \| Suisse \| BMC Racing Team \| + 2 min 15 s \| \| 17e \| Francisco Ventoso \| Espagne \| Movistar Team \| + 2 min 15 s \| \| 18e \| Bert-Jan Lindeman \| Pays-Bas \| Vacansoleil-DCM \| + 2 min 15 s \| \| 19e \| Guillaume Van Keirsbulck \| Belgique \| Omega Pharma-Quick Step \| + 2 min 15 s \| \| 20e \| Kristjan Koren \| Slovénie \| Cannondale \| + 2 min 15 s \| |                          |             |                         |                 |
| |                          |             |                         |                 |
| Source : ProCyclingStats |                          |             |                         |                 |
| Classement général |                          |             |                         |                 |
| Coureur | Coureur                  | Pays        | Équipe                  | Temps           |
| 1er | Fabian Cancellara        | Suisse      | RadioShack-Leopard      | 5 h 08 min 28 s |
| 2e | Peter Sagan              | Slovaquie   | Cannondale              | + 1 min 04 s    |
| 3e | Daniel Oss               | Italie      | BMC Racing Team         | + 1 min 04 s    |
| 4e | Geraint Thomas           | Royaume-Uni | Team Sky                | + 1 min 04 s    |
| 5e | Sebastian Langeveld      | Pays-Bas    | Orica-GreenEDGE         | + 1 min 08 s    |
| 6e | Sylvain Chavanel         | France      | Omega Pharma-Quick Step | + 1 min 08 s    |
| 7e | Tom Boonen               | Belgique    | Omega Pharma-Quick Step | + 2 min 15 s    |
| 8e | Luca Paolini             | Italie      | Katusha                 | + 2 min 15 s    |
| 9e | Edvald Boasson Hagen     | Norvège     | Team Sky                | + 2 min 15 s    |
| 10e | Sébastien Turgot         | France      | Team Europcar           | + 2 min 15 s    |
| 11e | Heinrich Haussler        | Australie   | IAM Cycling             | + 2 min 15 s    |
| 12e | Maxim Iglinskiy          | Kazakhstan  | Astana                  | + 2 min 15 s    |
| 13e | Yoann Offredo            | France      | FDJ                     | + 2 min 15 s    |
| 14e | José Joaquín Rojas       | Espagne     | Movistar Team           | + 2 min 15 s    |
| 15e | Grega Bole               | Slovénie    | Vacansoleil-DCM         | + 2 min 15 s    |
| 16e | Michael Schär            | Suisse      | BMC Racing Team         | + 2 min 15 s    |
| 17e | Francisco Ventoso        | Espagne     | Movistar Team           | + 2 min 15 s    |
| 18e | Bert-Jan Lindeman        | Pays-Bas    | Vacansoleil-DCM         | + 2 min 15 s    |
| 19e | Guillaume Van Keirsbulck | Belgique    | Omega Pharma-Quick Step | + 2 min 15 s    |
| 20e | Kristjan Koren           | Slovénie    | Cannondale              | + 2 min 15 s    |

## Liste des participants
- Liste de départ complète

| Légende | Légende                                                                    | Légende | Légende                                                    |
| ------- | -------------------------------------------------------------------------- | ------- | ---------------------------------------------------------- |
| Num     | Dossard de départ porté par le coureur sur ce Grand Prix E3                | Pos     | Position à l'arrivée de la course                          |
|         | Indique un maillot de champion national ou mondial, suivi de sa spécialité | NP      | Indique un coureur qui n'a pas pris le départ de la course |
| AB      | Indique un coureur qui n'a pas terminé la course                           | HD      | Indique un coureur qui a terminé la course hors des délais |

| Omega Pharma-Quick Step OPQ | Omega Pharma-Quick Step OPQ    | Omega Pharma-Quick Step OPQ |
| --------------------------- | ------------------------------ | --------------------------- |
| Num                         | Coureur                        | Pos                         |
| 1                           | Tom Boonen (BEL) (Route)       | 7e                          |
| 2                           | Sylvain Chavanel (FRA)         | 6e                          |
| 3                           | Iljo Keisse (BEL)              | AB                          |
| 4                           | Michał Kwiatkowski (POL)       | 82e                         |
| 5                           | Zdeněk Štybar (CZE)            | 40e                         |
| 6                           | Niki Terpstra (NED) (Route)    | AB                          |
| 7                           | Guillaume Van Keirsbulck (BEL) | 19e                         |
| 8                           | Stijn Vandenbergh (BEL)        | 31e                         |

| BMC Racing BMC | BMC Racing BMC                 | BMC Racing BMC |
| -------------- | ------------------------------ | -------------- |
| Num            | Coureur                        | Pos            |
| 11             | Philippe Gilbert (BEL) (Route) | 48e            |
| 12             | Taylor Phinney (USA)           | 46e            |
| 13             | Thor Hushovd (NOR)             | AB             |
| 14             | Klaas Lodewyck (BEL)           | AB             |
| 15             | Daniel Oss (ITA)               | 3e             |
| 16             | Manuel Quinziato (ITA)         | 80e            |
| 17             | Michael Schär (SUI)            | 16e            |
| 18             | Greg Van Avermaet (BEL)        | 24e            |

| RadioShack-Leopard RLT | RadioShack-Leopard RLT        | RadioShack-Leopard RLT |
| ---------------------- | ----------------------------- | ---------------------- |
| Num                    | Coureur                       | Pos                    |
| 21                     | Fabian Cancellara (SUI)       | 1er                    |
| 22                     | Stijn Devolder (BEL)          | 29e                    |
| 23                     | Tony Gallopin (FRA)           | NP                     |
| 24                     | Danilo Hondo (GER)            | 72e                    |
| 25                     | Markel Irizar (ESP)           | AB                     |
| 26                     | Yaroslav Popovych (UKR)       | 68e                    |
| 27                     | Grégory Rast (SUI)            | 21e                    |
| 28                     | Hayden Roulston (NZL) (Route) | AB                     |

| Lotto-Belisol LTB | Lotto-Belisol LTB        | Lotto-Belisol LTB |
| ----------------- | ------------------------ | ----------------- |
| Num               | Coureur                  | Pos               |
| 31                | Lars Ytting Bak (DEN)    | 71e               |
| 32                | Kenny Dehaes (BEL)       | AB                |
| 33                | Tosh Van der Sande (BEL) | AB                |
| 34                | Jens Debusschere (BEL)   | 81e               |
| 35                | Frederik Willems (BEL)   | 79e               |
| 36                | Vicente Reynés (ESP)     | AB                |
| 37                | Jürgen Roelandts (BEL)   | 60e               |
| 38                | Marcel Sieberg (GER)     | 69e               |

| Sky SKY | Sky SKY                            | Sky SKY |
| ------- | ---------------------------------- | ------- |
| Num     | Coureur                            | Pos     |
| 41      | Edvald Boasson Hagen (NOR) (Route) | 9e      |
| 42      | Bernhard Eisel (AUT)               | 36e     |
| 43      | Mathew Hayman (AUS)                | 28e     |
| 44      | Salvatore Puccio (ITA)             | AB      |
| 45      | Gabriel Rasch (NOR)                | 77e     |
| 46      | Luke Rowe (GBR)                    | 70e     |
| 47      | Ian Stannard (GBR) (Route)         | 23e     |
| 48      | Geraint Thomas (GBR)               | 4e      |

| AG2R La Mondiale ALM | AG2R La Mondiale ALM             | AG2R La Mondiale ALM |
| -------------------- | -------------------------------- | -------------------- |
| Num                  | Coureur                          | Pos                  |
| 51                   | Davide Appollonio (ITA)          | AB                   |
| 52                   | Gediminas Bagdonas (LTU) (Route) | AB                   |
| 53                   |                                  |                      |
| 54                   | Steve Chainel (FRA)              | 87e                  |
| 55                   | Hugo Houle (CAN)                 | 97e                  |
| 56                   | Valentin Iglinskiy (KAZ)         | AB                   |
| 57                   | Sébastien Minard (FRA)           | 57e                  |
| 58                   | Lloyd Mondory (FRA)              | NP                   |

| Astana AST | Astana AST                  | Astana AST |
| ---------- | --------------------------- | ---------- |
| Num        | Coureur                     | Pos        |
| 61         | Borut Božič (SLO) (Route)   | AB         |
| 62         | Andriy Grivko (UKR) (Route) | 30e        |
| 63         | Dmitriy Gruzdev (KAZ)       | AB         |
| 64         | Jacopo Guarnieri (ITA)      | AB         |
| 65         | Maxim Iglinskiy (KAZ)       | 12e        |
| 66         | Assan Bazayev (KAZ) (Route) | AB         |
| 67         | Dmitriy Muravyev (KAZ)      | 38e        |
| 68         | Ruslan Tleubayev (KAZ)      | AB         |

| Blanco BLA | Blanco BLA               | Blanco BLA |
| ---------- | ------------------------ | ---------- |
| Num        | Coureur                  | Pos        |
| 71         | Lars Boom (NED)          | AB         |
| 72         | Rick Flens (NED)         | AB         |
| 73         | Jos van Emden (NED)      | AB         |
| 74         | Mark Renshaw (AUS)       | AB         |
| 75         | David Tanner (AUS)       | AB         |
| 76         | Maarten Tjallingii (NED) | 49e        |
| 77         | Sep Vanmarcke (BEL)      | 51e        |
| 78         | Maarten Wynants (BEL)    | 58e        |

| Cannondale CAN | Cannondale CAN            | Cannondale CAN |
| -------------- | ------------------------- | -------------- |
| Num            | Coureur                   | Pos            |
| 81             | Maciej Bodnar (POL)       | 62e            |
| 82             | Mauro Da Dalto (ITA)      | AB             |
| 83             | Ted King (USA)            | AB             |
| 84             | Kristjan Koren (SLO)      | 20e            |
| 85             | Alan Marangoni (ITA)      | AB             |
| 86             | Fabio Sabatini (ITA)      | 55e            |
| 87             | Peter Sagan (SVK) (Route) | 2e             |
| 88             | Elia Viviani (ITA)        | 66e            |

| Euskaltel Euskadi EUS | Euskaltel Euskadi EUS       | Euskaltel Euskadi EUS |
| --------------------- | --------------------------- | --------------------- |
| Num                   | Coureur                     | Pos                   |
| 91                    | Peio Bilbao (ESP)           | AB                    |
| 92                    | Garikoitz Bravo (ESP)       | AB                    |
| 93                    | Adrián Sáez (ESP)           | AB                    |
| 94                    | Juan José Lobato (ESP)      | AB                    |
| 95                    | Rubén Pérez (ESP)           | AB                    |
| 96                    | Alexander Serebryakov (RUS) | AB                    |
| 97                    | Ioánnis Tamourídis (GRE)    | AB                    |
| 98                    | Steffen Radochla (GER)      | AB                    |

| FDJ | FDJ                      | FDJ |
| --- | ------------------------ | --- |
| Num | Coureur                  | Pos |
| 101 | William Bonnet (FRA)     | 74e |
| 102 | David Boucher (FRA)      | 39e |
| 103 | Murilo Fischer (BRA)     | AB  |
| 104 | Matthieu Ladagnous (FRA) | 22e |
| 105 | Johan Le Bon (FRA)       | AB  |
| 106 | Yoann Offredo (FRA)      | 13e |
| 107 | Dominique Rollin (CAN)   | AB  |
| 108 | Geoffrey Soupe (FRA)     | AB  |

| Garmin-Sharp GRS | Garmin-Sharp GRS           | Garmin-Sharp GRS |
| ---------------- | -------------------------- | ---------------- |
| Num              | Coureur                    | Pos              |
| 111              | Martijn Maaskant (NED)     | AB               |
| 112              | Andreas Klier (GER)        | 76e              |
| 113              | Tyler Farrar (USA)         | 44e              |
| 114              | David Millar (GBR)         | AB               |
| 115              | Ramūnas Navardauskas (LTU) | AB               |
| 116              | Nick Nuyens (BEL)          | AB               |
| 117              | Sébastien Rosseler (BEL)   | AB               |
| 118              | Johan Vansummeren (BEL)    | 33e              |

| Katusha KAT | Katusha KAT                  | Katusha KAT |
| ----------- | ---------------------------- | ----------- |
| Num         | Coureur                      | Pos         |
| 121         | Xavier Florencio (ESP)       | 54e         |
| 122         | Vladimir Gusev (RUS)         | 53e         |
| 123         | Vladimir Isaychev (RUS)      | AB          |
| 124         | Aliaksandr Kuschynski (BLR)  | AB          |
| 125         | Viatcheslav Kouznetsov (RUS) | AB          |
| 126         | Luca Paolini (ITA)           | 8e          |
| 127         | Rüdiger Selig (GER)          | AB          |
| 128         | Alexey Tsatevitch (RUS)      | 64e         |

| Lampre-Merida LAM | Lampre-Merida LAM         | Lampre-Merida LAM |
| ----------------- | ------------------------- | ----------------- |
| Num               | Coureur                   | Pos               |
| 131               | Mattia Cattaneo (ITA)     | AB                |
| 132               | Davide Cimolai (ITA)      | AB                |
| 133               | Elia Favilli (ITA)        | AB                |
| 134               | Massimo Graziato (ITA)    | 93e               |
| 135               | Andrea Palini (ITA)       | AB                |
| 136               | Filippo Pozzato (ITA)     | 26e               |
| 137               | Davide Viganò (ITA)       | AB                |
| 138               | Alessandro Petacchi (ITA) | AB                |

| Movistar MOV | Movistar MOV                    | Movistar MOV |
| ------------ | ------------------------------- | ------------ |
| Num          | Coureur                         | Pos          |
| 141          | Andrey Amador (CRC)             | 34e          |
| 142          | Alex Dowsett (GBR)              | AB           |
| 143          | Enrique Sanz (ESP)              | AB           |
| 144          | Eloy Teruel (ESP)               | AB           |
| 145          | Jesús Herrada (ESP)             | AB           |
| 146          | José Joaquín Rojas (ESP)        | 14e          |
| 147          | Francisco Ventoso (ESP) (Route) | 17e          |
| 148          | Giovanni Visconti (ITA)         | AB           |

| Orica-GreenEDGE OGE | Orica-GreenEDGE OGE          | Orica-GreenEDGE OGE |
| ------------------- | ---------------------------- | ------------------- |
| Num                 | Coureur                      | Pos                 |
| 151                 | Fumiyuki Beppu (JPN)         | 83e                 |
| 152                 | Aidis Kruopis (LTU)          | AB                  |
| 153                 | Luke Durbridge (AUS) (Route) | AB                  |
| 154                 | Jens Keukeleire (BEL)        | 50e                 |
| 155                 | Sebastian Langeveld (NED)    | 5e                  |
| 156                 | Jens Mouris (NED)            | 5e                  |
| 157                 | Stuart O'Grady (AUS)         | 73e                 |
| 158                 | Tomas Vaitkus (LTU)          | 85e                 |

| Argos-Shimano ARG | Argos-Shimano ARG                 | Argos-Shimano ARG |
| ----------------- | --------------------------------- | ----------------- |
| Num               | Coureur                           | Pos               |
| 161               | Nikias Arndt (GER)                | AB                |
| 162               | Bert De Backer (BEL)              | AB                |
| 163               | Koen de Kort (NED)                | AB                |
| 164               | John Degenkolb (GER)              | 65e               |
| 165               | Reinardt Janse van Rensburg (RSA) | AB                |
| 166               | Luka Mezgec (SLO)                 | 42e               |
| 167               | Ramon Sinkeldam (NED)             | AB                |
| 168               | Tom Stamsnijder (NED)             | AB                |

| Saxo-Tinkoff TST | Saxo-Tinkoff TST              | Saxo-Tinkoff TST |
| ---------------- | ----------------------------- | ---------------- |
| Num              | Coureur                       | Pos              |
| 171              | Daniele Bennati (ITA)         | AB               |
| 172              | Matti Breschel (DEN)          | 52e              |
| 173              | Christopher Juul Jensen (DEN) | 98e              |
| 174              | Jonas Aaen Jørgensen (DEN)    | AB               |
| 175              | Marko Kump (SLO)              | AB               |
| 176              | Anders Lund (DEN)             | 84e              |
| 177              | Michael Mørkøv (DEN)          | AB               |
| 178              | Matteo Tosatto (ITA)          | 86e              |

| Vacansoleil-DCM VCD | Vacansoleil-DCM VCD       | Vacansoleil-DCM VCD |
| ------------------- | ------------------------- | ------------------- |
| Num                 | Coureur                   | Pos                 |
| 181                 | Juan Antonio Flecha (ESP) | 35e                 |
| 182                 | Wesley Kreder (NED)       | AB                  |
| 183                 | Björn Leukemans (BEL)     | 91e                 |
| 184                 | Bert-Jan Lindeman (NED)   | 18e                 |
| 185                 | Grega Bole (SLO)          | 15e                 |
| 186                 | Wouter Mol (NED)          | AB                  |
| 187                 | Mirko Selvaggi (ITA)      | 25e                 |
| 188                 | Frederik Veuchelen (BEL)  | AB                  |

| Accent Jobs-Wanty AJW | Accent Jobs-Wanty AJW     | Accent Jobs-Wanty AJW |
| --------------------- | ------------------------- | --------------------- |
| Num                   | Coureur                   | Pos                   |
| 191                   | Danilo Napolitano (ITA)   | AB                    |
| 192                   | Davy Commeyne (BEL)       | AB                    |
| 193                   | Jempy Drucker (LUX)       | AB                    |
| 194                   | Roy Jans (BEL)            | AB                    |
| 195                   | Benjamin Verraes (BEL)    | AB                    |
| 196                   | Staf Scheirlinckx (BEL)   | AB                    |
| 197                   | Stefan van Dijk (NED)     | AB                    |
| 198                   | James Vanlandschoot (BEL) | AB                    |

| Crelan-Euphony CRE | Crelan-Euphony CRE        | Crelan-Euphony CRE |
| ------------------ | ------------------------- | ------------------ |
| Num                | Coureur                   | Pos                |
| 201                | Kevin Claeys (BEL)        | AB                 |
| 202                | Koen Barbé (BEL)          | 96e                |
| 203                | Sébastien Delfosse (BEL)  | AB                 |
| 204                | Kurt Hovelijnck (BEL)     | 78e                |
| 205                | Egidijus Juodvalkis (LTU) | NP                 |
| 206                | Klaas Sys (BEL)           | 95e                |
| 207                | Gilles Devillers (BEL)    | 94e                |
| 208                | Maxime Vantomme (BEL)     | 47e                |

| Topsport Vlaanderen-Baloise TSV | Topsport Vlaanderen-Baloise TSV | Topsport Vlaanderen-Baloise TSV |
| ------------------------------- | ------------------------------- | ------------------------------- |
| Num                             | Coureur                         | Pos                             |
| 211                             | Tim Declercq (BEL)              | AB                              |
| 212                             | Pieter Jacobs (BEL)             | 43e                             |
| 213                             | Yves Lampaert (BEL)             | AB                              |
| 214                             | Eliot Lietaer (BEL)             | AB                              |
| 215                             | Laurens De Vreese (BEL)         | 90e                             |
| 216                             | Stijn Neirynck (BEL)            | AB                              |
| 217                             | Preben Van Hecke (BEL)          | AB                              |
| 218                             | Jarl Salomein (BEL)             | AB                              |

| Cofidis COF | Cofidis COF           | Cofidis COF |
| ----------- | --------------------- | ----------- |
| Num         | Coureur               | Pos         |
| 221         | Gert Jõeäär (EST)     | AB          |
| 222         | Julien Fouchard (FRA) | 67e         |
| 223         | Egoitz García (ESP)   | 61e         |
| 224         | Jan Ghyselinck (BEL)  | 56e         |
| 225         | Arnaud Labbe (FRA)    | 63e         |
| 226         | Adrien Petit (FRA)    | 92e         |
| 227         | Nico Sijmens (BEL)    | 45e         |
| 228         | Florent Barle (FRA)   | 89e         |

| IAM | IAM                     | IAM |
| --- | ----------------------- | --- |
| Num | Coureur                 | Pos |
| 231 | Marco Bandiera (ITA)    | 37e |
| 232 | Kristof Goddaert (BEL)  | AB  |
| 233 | Heinrich Haussler (AUS) | 11e |
| 234 | Reto Hollenstein (SUI)  | AB  |
| 235 | Martin Elmiger (SUI)    | 27e |
| 236 | Pirmin Lang (SUI)       | AB  |
| 237 | Gustav Larsson (SWE)    | 32e |
| 238 | Dominic Klemme (GER)    | AB  |

| Europcar EUC | Europcar EUC           | Europcar EUC |
| ------------ | ---------------------- | ------------ |
| Num          | Coureur                | Pos          |
| 241          | Jérôme Cousin (FRA)    | 75e          |
| 242          | Damien Gaudin (FRA)    | 88e          |
| 243          | Yohann Gène (FRA)      | AB           |
| 244          | Vincent Jérôme (FRA)   | 41e          |
| 245          | Alexandre Pichot (FRA) | AB           |
| 246          | Björn Thurau (GER)     | NP           |
| 247          | Sébastien Turgot (FRA) | 10e          |
| 248          | David Veilleux (CAN)   | 59e          |